# Casal da Vala
O Casal da Vala é uma aldeia do município de Peniche, distando cerca de 5 quilómetros da sede de concelho. A sua principal actividade económica é a agricultura, nomeadamente os produtos horticulas.